# Urvillea (plante)
Genre
Urvillea est un genre de plantes de la famille des sapindacées.

## Liste des espèces
- Urvillea chacoensis Hunz.
- Urvillea dasycarpa Radlk.
- Urvillea filipes Radlk.
- Urvillea glabra Cambess.
- Urvillea laevis Radlk.
- Urvillea rufescens Cambess.
- Urvillea stipitata Radlk.
- Urvillea triphylla (Vell.) Radlk.
- Urvillea ulmacea Kunth
- Urvillea venezuelensis Ferrucci